# Суриан
Суриа́н или Бавана́т (перс. سوریان‎), Беванат — небольшой город на юге Ирана, в провинции Фарс. Административный центр шахрестана Беванат.

## География и климат
Город находится в северо-восточной части Фарса, в горной местности юго-восточного Загроса, на высоте 2857 метров над уровнем моря.
Суриан расположен на расстоянии приблизительно 140 километров к северо-востоку от Шираза, административного центра провинции и на расстоянии 612 километров к юго-юго-востоку (SSE) от Тегерана, столицы страны.
Климат города и окрестностей обусловлен его высокогорным положением и характеризуется морозными зимами и относительно коротким и прохладным летом. В окрестностях города расположена природоохранная зона.

## Население
По данным переписи, на 2006 год население составляло 9 645 человек; в национальном составе преобладают персы, в конфессиональном — мусульмане-шииты.